# John Woodruff
John Youie Woodruff (Connellsville, 5 de julho de 1915 – Fountain Hills, 30 de outubro de 2007) foi um meio-fundista e campeão olímpico norte-americano.
Conquistou a medalha de ouro nos 800 m em Berlim 1936, num vitória dramática em que veio do último lugar, assim descrita por ele anos depois ao The New York Times:
Phil Edwards, o médico canadense, deu o ritmo da prova e era um ritmo muito lento. Durante a primeira volta, os primeiros 400 m, eu corria na parte de dentro do grupo e estava bloqueado. Eu sabia que as regras diziam que se eu tentasse forçar a saída e cometesse uma falta eu seria desclassificado. Naquele momento eu não achava que poderia vencer mas tinha que fazer alguma coisa. Não entrei em pânico. Apenas  vi que se eu queria ter uma oportunidade de vencer, tinha que fazer aquilo. Eu ouvi as pessoas falarem que eu quase parei na pista. Eu não quase parei, eu parei mesmo e todos em volta de mim também pararam. Então passei para o lado de fora e nos últimos metros fui ultrapassando por fora um por um até cruzar em primeiro a linha de chegada.
O tempo de Woodruff em Berlim, 1:52.9, o mais lento de um campeão olímpico dos 800 m desde Antuérpia 1920, causado pelos problemas durante a corrida, não fazia juz à sua velocidade, tendo corrido várias vezes abaixo de 1:48. Nos anos seguintes não perdeu qualquer prova até 1940, quando deixou as pistas pelo exército, servindo na II Guerra Mundial e na Guerra da Coreia. De todos os onze atletas negros norte-americanos que ganharam medalhas de ouro no atletismo em Berlim, ele era o último sobrevivente quando morreu em 2007, aos 92 anos.